# Реактор с кипяща вода
Реакторите с кипяща вода са вид ядрени реактори, използвани в атомните електроцентрали. Използвани широко в практиката, те са вторият най-разпространен тип реактори след реакторите с вода под налягане с около 16% от действащите реактори.
Реакторите с кипяща вода са реактори с топлинни неутрони, при които водата се използва едновременно като охладител и забавител на неутрони. За разлика от реакторите с вода под налягане, при тях няма отделяне в обособени контури между корпусния реактор и парните турбини, като водата се изпарява в самия корпус на реактора при относително ниско налягане (около 70 бара), след което се насочва към задвижващите генератора турбини. След като преминава през турбините, парата се преобразува в течност в кондензатор и се връща обратно в реактора.
Реакторите с кипяща вода са първоначално разработени в средата на 50-те години на XX век в Съединените щати от Аргонската национална лаборатория и „Дженерал Илектрик“, а в наши дни се развиват и произвеждат главно от американско-японския джойнт венчър „Джи И Хитачи Нюклеар Енерджи“.